# Erg Chebbi

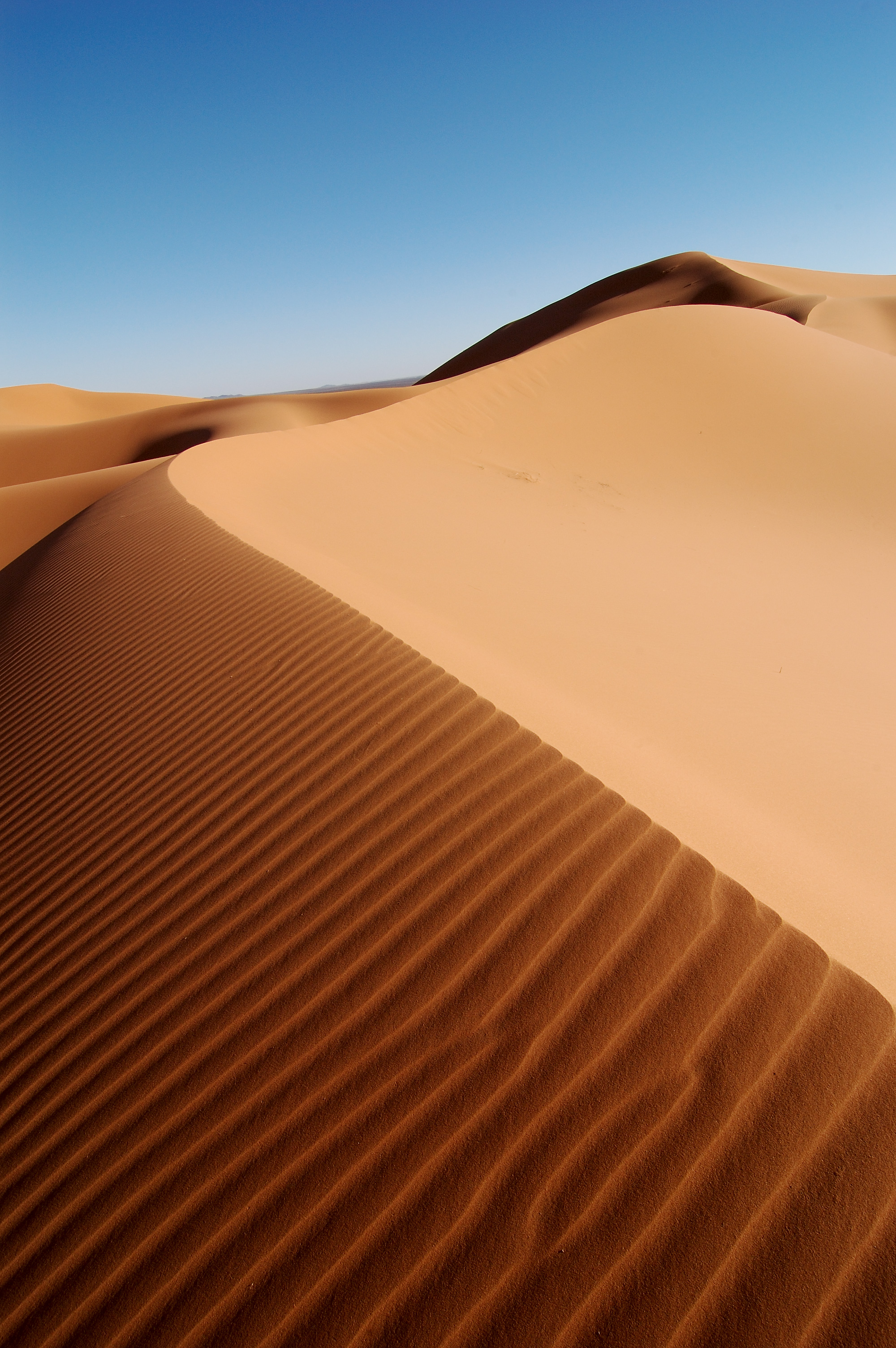
Erg Chebbi

Erg Chebbi (en árabe: عرج شبي) es uno de los erg del Sahara en Marruecos, aunque técnicamente se encuentra dentro de un área de estepas presaharianas semiáridas y no forma parte del desierto del Sahara, que se encuentra a cierta distancia al sur.
Erg Chebbi tiene una longitud de 28 km (de norte a sur) y 5 km de anchura, y sus dunas tienen una altura máxima de 150 m. Localizado a unos 70 kilómetros al sureste de Erfoud, los pueblos situados a los pies de las dunas son Hassilabied y Merzouga, que reciben la mayor parte de los turistas que visitan el erg.
Otra ciudad cercana es Rissani, a unos 40 kilómetros, junto a las ruinas de Siyilmasa, Tafilálet.
Erg Chebbi tiene un clima desértico con matices continentales y temperaturas medias anuales de alrededor de 20 °C, aunque los contrastes de temperatura entre el día y la noche son altos. Las temperaturas máximas son de alrededor de 50 °C en los meses de julio y agosto, con unas mínimas de unos 5 °C en el mes de diciembre. La precipitación anual es de entre 28 mm y 129 mm, dependiendo del año hidrológico considerado. Aunque la lluvia es muy breve y poco común, en 2006 las inundaciones destruyeron varios edificios y causaron tres muertes.
Durante la parte más calurosa del año, los marroquíes vienen a Erg Chebbi a tomar baños en la arena: son enterrados hasta el cuello en la arena caliente durante unos minutos. Esto se considera que es un tratamiento para el reumatismo.